# IBoot
iBoot é o carregador de inicialização de estágio 2 para todos os produtos da Apple. Ele substitui o antigo carregador de inicialização, BootX. Comparado com o seu antecessor, o iBoot aprimora a autenticação realizada na cadeia de inicialização.
Para o macOS, o processo de inicialização inicia executando o código armazenado na ROM de Boot (primeiro estágio) UEFI segura. A ROM de inicialização tem duas responsabilidades principais: inicializar o hardware do sistema (o componente POST) e selecionar um sistema operacional a ser executado (o componente UEFI).
Para o iOS, o processo de inicialização inicia executando o código da ROM de inicialização do dispositivo. Em sistemas com processadores S1 ou processadores A9 ou da A-series, a ROM de inicialização carrega o Low-Level Bootloader (LLB), que carrega o iBoot. Em sistemas com processadores mais recentes, a ROM de inicialização carrega o próprio iBoot. Se tudo der certo, o iBoot continuará carregando o kernel do iOS e o restante do sistema operacional. Se o LLB ou o iBoot falhar ao carregar o iOS ou ao verificar o iOS, o carregador de inicialização salta para o modo DFU (Device Firmware Update), caso contrário, ele carrega os módulos restantes do kernel.
No macOS, o iBoot está localizado em /System/Library/CoreServices/boot.efi. Depois que o kernel e todos os drivers necessários para a inicialização são carregados, o carregador de inicialização inicia o procedimento de inicialização do kernel. Neste ponto, drivers suficientes são carregados para o kernel encontrar o dispositivo raiz.